# Juno Award/Traditional Roots Album of the Year
Die Juno Award für das Traditional Roots Album of the Year werden jährlich von der Canadian Academy of Recording Arts and Sciences im Rahmen der Juno Awards vergeben. Der Preis wird an das beste Album des Traditional-Roots-Genres verliehen. Vorher gab es ebenfalls zwei Kategorien für das Roots-Genre, zum einen das Roots & Traditional - Solo und das Roots & Traditional Album of the Year – Group. Jedoch wollte man ab 2016 die beiden Genres  Traditional Roots und Contemporary Roots lieber trennen, als Einzelinterpret und Gruppe.

## Winners and nominees
| Jahr | Sieger                  | Album                | Nominierungen | Ref.  |
| ---- | ----------------------- | -------------------- | --- | ----- |
| 2016 | Pharis and Jason Romero | A Wanderer I'll Stay | - J. P. Cormier – The Chance - Jayme Stone – Jayme Stone's Lomax Project - Old Man Luedecke – Domestic Eccentric - The Wainwright Sisters – Songs in the Dark                         | [ 3 ] |
| 2017 | The East Pointers       | Secret Victory       | - Maria Dunn – Gathering - The High Bar Gang – Someday the Heart Will Trouble the Mind - Ten Strings and a Goat Skin – Auprès du poêle - Jenny Whiteley – The Original Jenny Whiteley | [ 4 ] |
| 2018 | The Dead South          | Illusion & Doubt     | - Cassie and Maggie – The Willow Collection - Còig – Rove - Jayme Stone – Jayme Stone's Folklife - The East Pointers – What We Leave Behind                                           | [ 5 ] |
| 2019 | Pharis and Jason Romero | Sweet Old Religion   | - David Francey – The Broken Heart of Everything - The Slocan Ramblers – Queen City Jubilee - Vishtèn – Horizons - The Wailin’ Jennys – Fifteen                                       |       |
| 2020 | The Dead South          | Sugar & Joy          | - Natalie MacMaster – Sketches - Miranda Mulholland – By Appointment or Chance - The Small Glories – Assiniboine and the Red - April Verch – Once a Day                               | [ 6 ] |